# ローラン・リュキエ
ローラン・ユーグ・エマニュエル・リュキエ （Laurent Hugues Emmanuel Ruquier、1963年2月24日 - ）は、フランスの司会者、コメディアン。セーヌ＝マリティーム県ル・アーヴル出身。ゲイ。
風刺的な芸風で知られる。ジャーナリスト、テレビ・ラジオ司会者としても著名。90年代にゲイとしてカミングアウトし、2012年に10年来の同性パートナーとPACS法で民事連帯契約を結んだ。

## 発言
2012年10月13日、フランスの国営テレビ局であるフランス2の番組『オン・ネ・パ・クーシェ』において、日本が勝利したサッカー親善試合（日本・フランス戦）について触れ、日本代表ゴールキーパーである川島永嗣を称賛するコメントを述べた直後、腕が4本生えているかのような合成写真を映した上で、「福島の影響があっても私は驚かない」と発言した。この発言について藤村修内閣官房長官はフランス側に公式に抗議し、これを受けてフランス2社長ジャン・レベイヨンは在仏日本大使館と訪仏していた玄葉光一郎外務大臣宛てに文書を発送して謝罪し、日仏外相会談の席でローラン・ファビウス外務大臣もこの発言について謝罪した。
当人は10月17日付のル・パリジャン紙において日本の抗議でフランスが謝罪したことについて「ばかげた議論」と述べた上で、「私の冗談の対象は2つ。日本に負けたフランス代表と、原子力災害が引き起こす結果だ」「私は福島の被災者に敬意を持っており、被災者については何も言っていない」と釈明。一方、10月17日にフランスのラジオ局「Europe1」に出演した際には、「コップの中の嵐」というフレーズをもじって「コップの中の津波のようなもの。フランスのテレビが何をするかを決めるのは日本じゃない」と述べ、謝罪を拒否している。また、twitterにおいて日本在住のフランス人から「あなたのジョークは日本に住むフランス人の私を恥ずかしくするものだ」とのコメントをされた際には、「件の発言は表現の自由によるもので恥ずかしく思う必要はない」、「日本や福島の被害者を揶揄したわけではなく、ゴールキーパーがチェルノブイリ近くに住むウクライナ人でも、フェッセンハイム原発近くに住むフランス人でも同じジョークを飛ばしただろう」と回答している。